# Управление судоходства и портов Израиля
Управление судоходства и портов Израиля (ивр. רשות הספנות והנמלים‎) — израильское правительственное учреждение, которое управляет работой в портах Израиля в Хайфе, Ашдоде и Эйлате и железными дорогами Израиля
Управление портов Израиля было создано 1 июля 1961 года, в соответствии с Законом о портах 5721-1961. 26 июля 1988 года кнессет утвердил поправку к закону о портах, присоединив также Израильские железные дороги, и с тех пор полное официальное название — «Управление портов и железных дорог Израиля».
Закон определяет Управление, как государственную корпорацию, имеющие все права и обязанности по данному вопросу, и выступающую в качестве истца и ответчика во всех судебных разбирательствах и являющуюся участником всех контрактов. Закон предусматривает, что Управление должно обеспечить работу портов и железных дорог как коммерчески жизнеспособных предприятий. Закон также определяет вопросы, которые требуют разрешения правительства, такие как разработка бюджета, изменения в тарифах и т. д.
В июле 2003 «Израильские железные дороги» стали отдельной компанией и выведенны из подчинения управления. С этого момента название управления стало «Управление портов» (רשות הספנו והנמלים).
Совет Управления портов назначаются правительством по рекомендации министра транспорта. Из его 17 членов, десять являются представителями общественности, а остальные представляют правительственные министерства.